# Marion County (Georgia)
Das Marion County ist ein County im Bundesstaat Georgia der Vereinigten Staaten. Der Verwaltungssitz (County Seat) ist Buena Vista, benannt nach einer Schlacht von 1847 im mexikanischen Krieg.

## Geographie
Das County liegt im Westen von Georgia, etwa 40 km vor der Grenze zu Alabama und hat eine Fläche von 952 Quadratkilometern, wovon ein Quadratkilometer Wasseroberfläche ist, und grenzt im Uhrzeigersinn an folgende Countys: Taylor County, Schley County, Webster County, Stewart County, Chattahoochee County und Talbot County.
Das County ist Teil der Metropolregion Columbus.

## Geschichte
Marion County wurde am 14. Dezember 1827 als 72. County in Georgia gebildet. Benannt wurde es nach Francis Marion, einem General und Held des Revolutionskrieges, der in South Carolina erfolgreich gegen die Briten gekämpft hatte.

## Demografische Daten
Laut der Volkszählung von 2010 verteilten sich die damaligen 8742 Einwohner auf 3420 bewohnte Haushalte, was einen Schnitt von 2,53 Personen pro Haushalt ergibt. Insgesamt bestehen 4156 Haushalte.
69,5 % der Haushalte waren Familienhaushalte (bestehend aus verheirateten Paaren mit oder ohne Nachkommen bzw. einem Elternteil mit Nachkomme) mit einer durchschnittlichen Größe von 3,05 Personen. In 34,1 % aller Haushalte lebten Kinder unter 18 Jahren sowie in 26,6 % aller Haushalte Personen mit mindestens 65 Jahren.
27,2 % der Bevölkerung waren jünger als 20 Jahre, 21,7 % waren 20 bis 39 Jahre alt, 30,5 % waren 40 bis 59 Jahre alt und 20,7 % waren mindestens 60 Jahre alt. Das mittlere Alter betrug 41 Jahre. 49,7 % der Bevölkerung waren männlich und 50,3 % weiblich.
60,1 % der Bevölkerung bezeichneten sich als Weiße, 32,7 % als Afroamerikaner, 0,5 % als Indianer und 0,9 % als Asian Americans. 4,2 % gaben die Angehörigkeit zu einer anderen Ethnie und 1,6 % zu mehreren Ethnien an. 6,5 % der Bevölkerung bestand aus Hispanics oder Latinos.
Das durchschnittliche Jahreseinkommen pro Haushalt lag bei 35.484 USD, dabei lebten 25,2 % der Bevölkerung unter der Armutsgrenze.

## Kultur und Sehenswürdigkeiten

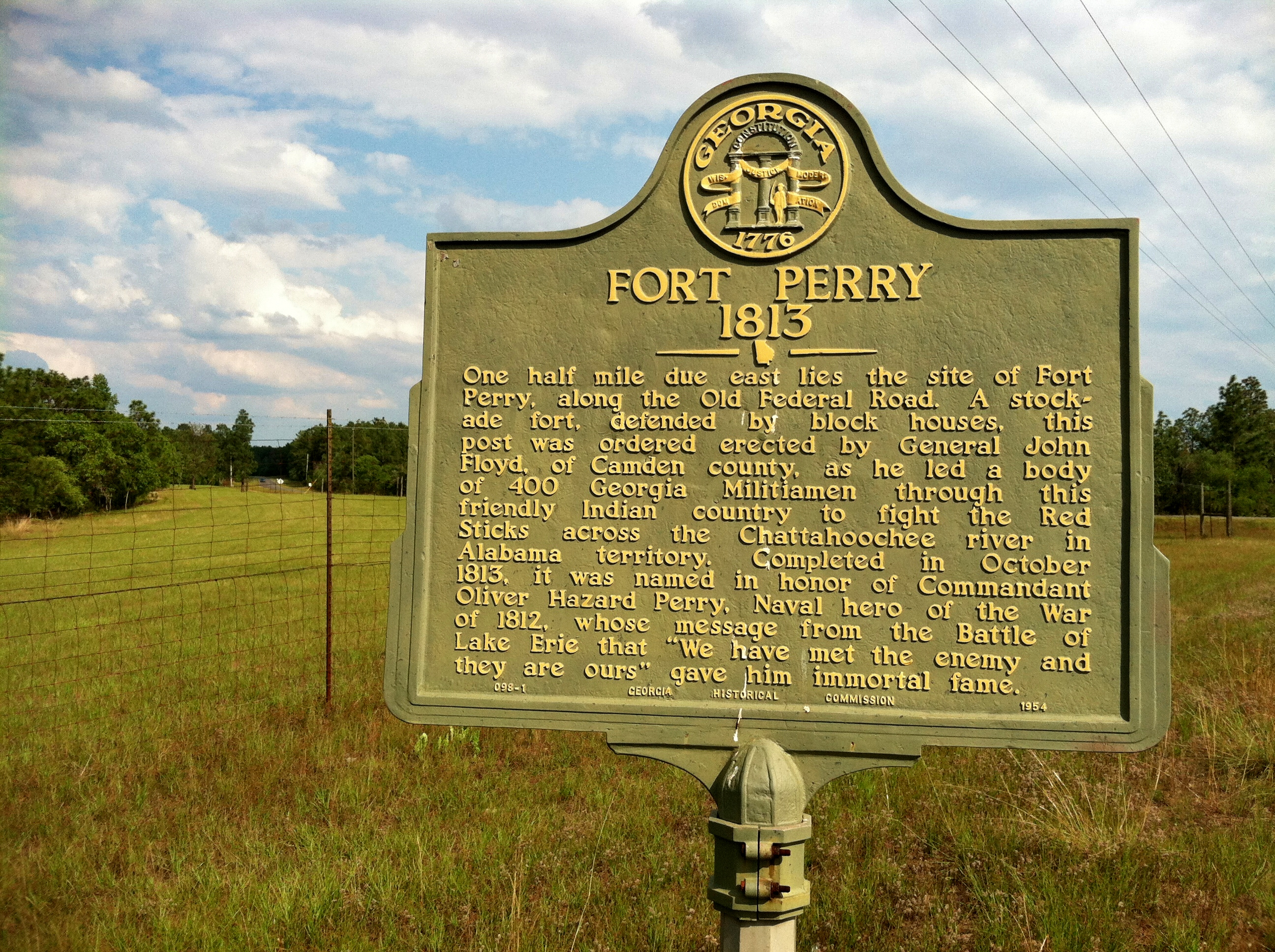
Informationstafel bei Fort Perry (2012). Diese nach Oliver Hazard Perry Befestigungsanlage entstand 1813 und wurde hauptsächlich aus Blockhütten gebildet. Sie diente als Schutz einer Bundesstraße durch das Gebiet der Cherokee. Im Juli 1975 wurde Fort Perry als erstes Objekt des County in das NRHP eingetragen.

Acht Bauwerke und „historische Bezirke“ (Historic Districts) im Marion County sind insgesamt im National Register of Historic Places („Nationales Verzeichnis historischer Orte“; NRHP) eingetragen (Stand 18. Februar 2024), neben dem aktuellen und dem ehemaligen Courthouse sind dies unter anderem eine Kirche mit Friedhof und eine Plantage.

## Orte im Marion County
Orte im Marion County mit Einwohnerzahlen der Volkszählung von 2010:
City:
- Buena Vista (County Seat) – 2173 Einwohner